# Ron Carter

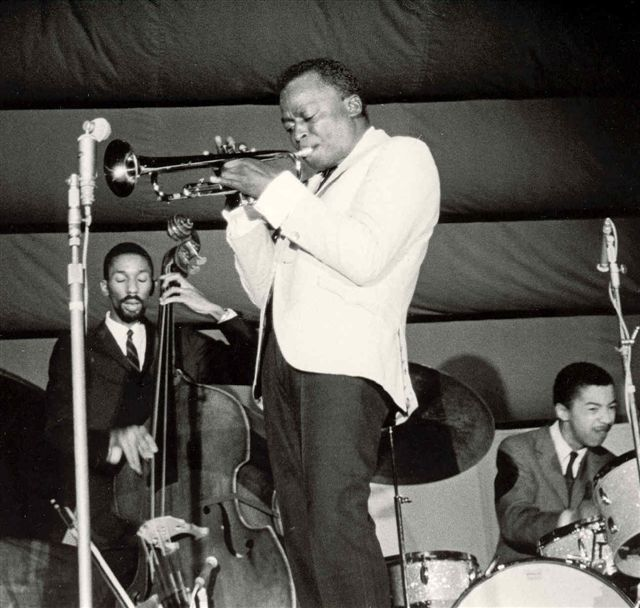
Från vänster: Ron Carter, Miles Davis och Tony Williams, 1963.

Ron Carter, född 4 maj 1937 i Ferndale, Michigan, är en amerikansk jazzbasist. Han har spelat tillsammans med många stora inom jazzen, till exempel Miles Davis, Steve Kuhn, Herbie Hancock och Antonio Carlos Jobim.
På senare tid har Carter bland annat medverkat på A Tribe Called Quests jazzrapalbum The Low End Theory (1991).